# Ardauli
Ardauli är en ort och kommun i provinsen Oristano i regionen Sardinien i Italien. Kommunen hade 852 invånare (2017).